# Венецианская хартия
Венецианская хартия по вопросам сохранения и реставрации памятников и достопримечательных мест — международный документ, закрепляющий профессиональные стандарты в области охраны и реставрации материального наследия. Целью комитета, который принял Хартию в 1964 году в Венеции, являлась кодификация принципов и стандартов в области охраны исторических построек.

## История

### Афинская хартия
В 1931 году Международный совет музеев организовал встречу специалистов касательно данного вопроса, результатом которой стала Афинская хартия по вопросам реставрации исторических памятников, которая включала в себя следующие пункты:
- создание организаций, ответственных за сферу реставрации;
- пересмотр реставрационных проектов в соответствии с научной критикой;
- создание условий для формирования национальной правовой защиты исторических мест;
- погребение раскопок, которые не предполагается восстанавливать;
- разрешение использования современных технологий и материалов в реставрационных работах;
- обеспечение исторических мест постоянной охраной;
- защита территорий, окружающих исторические места.

Помимо этого идеи всемирного наследия, важности процесса установки памятников, а также принципы использования современных материалов при реставрации были акцентированы в Афинской хартии, которая включала в себя прогрессивные предложения в рамках собственной эпохи и оказала существенное влияние на последующую Венецианскую хартию и процесс создания структур, ответственных за консервацию исторического наследия.

### Первый международный конгресс архитекторов и специалистов по историческим постройкам
Учитывая тот факт, что существовавший учёт и присмотр за историческими постройками не представлял собой достаточных эффективных мер, в 1957 году в Париже состоялся Первый международный конгресс архитекторов и специалистов по историческим постройкам, результатом которого стали следующие рекомендации:
- Страны, в которых всё ещё отсутствуют центральные учреждения по защите исторических построек и объектов, должны создать соответствующие органы.
- Необходимым является создание международной ассамблеи архитекторов и специалистов в области исторических сооружений.
- Существенным является развитие возможностей специальной профессиональной подготовки всех категорий специалистов и персонала для обеспечения присутствия высококвалифицированных специалистов, где финансовая поддержка и вознаграждение специалистов должно быть связано с обладаемой квалификацией.
- Симпозиум должен стать площадкой для обсуждения, в том числе, гигрометрических проблем у исторический сооружений.
- В рамках декорации исторических построек современными авторами необходимо наличие соответствующей правовой авторизации.
- Архитекторы и археологи должны установить тесное сотрудничество.
- С целью обеспечения соответствующей интеграции исторического наследия в городское пространство и планирование, архитекторы и специалисты в области городского планирования должны сотрудничать.

В качестве окончательного решения, конгресс договорился о проведении следующей встречи в Венеции, а Пьеро Гадзола, который председательствовал во время принятия Венецианской хартии, был приглашён провести Венецианский конгресс.

### Второй международный конгресс архитекторов и специалистов по историческому наследию
В рамках Второго международного конгресса архитекторов и специалистов по историческому наследию было принято 13 резолюций, первой из которых являлась Венецианская хартия, а второй – создание Международного совета по музеям и историческим постройкам. Хартия состоит из 7 глав и 16 статей, где концепция исторических памятников представляется в виде всеобщего наследия, таким образом защита последнего необходима для обеспечения полноты богатства и аутентичности наследия, как принципа всеобщей ответственности. Последующий текст был принят участвовавшими в конгрессе представителями в 1964 году.

## Хартия

### Комитет
В работе комитета по подготовке Международной хартии по консервации и реставрации памятников приняли участие:
- Piero Gazzola (Италия), Председатель
- Raymond Lemaire (Бельгия), Секретарь
- Jose Bassegoda-Nonell (Испания)
- Luis Benavente (Португалия)
- Djurdje Boskovic (Югославия)
- Hiroshi Daifuku (ЮНЕСКО)
- P.L de Vrieze (Нидерланды)
- Harald Langberg (Дания)
- Mario Matteucci (Италия)
- Jean Merlet (Франция)
- Carlos Flores Marini (Мексика)
- Roberto Pane (Италия)
- S.C.J. Pavel (Чехословакия)
- Paul Philippot (ИККРОМ)
- Victor Pimentel (Перу)
- Harold Plenderleith (IИККРОМ)
- Deoclecio Redig de Campos (Ватикан)
- Jean Sonnier (Франция)
- Francois Sorlin (Франция)
- Eustathios Stikas (Греция)
- Mrs. Gertrud Tripp (Австрия)
- Ян Захватович (Польша)
- Mustafa S. Zbiss (Тунис)

### Доступные языки
В оригинале документ был опубликован на английском и французском языках. Сейчас текст доступен на 29 языках, в том числе на арабском, болгарском, каталонском, чешском, датском, голландском, эстонском, финском, грузинском, немецком, греческом, иврите, хинди, венгерском, итальянском, японском, литовском, португальском, румынском, русском, сингальском, испанском, шведском, тайском, турецком, украинском языках.

### Мнения о хартии
Венецианская хартия является наиболее влиятельным документом о консервации, который действует и по сей день начиная с 1964 года. Однако в ней не затрагиваются следующие вопросы:
- Концепция достопримечательности, которая относится к историческим ландшафтам и садам.
- Концепция обратимости в реставрации.
- Социальные и финансовые вопросы.

В течение следующего года после опубликования хартии прошёл ряд форумов и симпозиумов для актуализации и обеспечения всеобщего понимания и осведомлённости людей, вовлечённых в работы по консервации и реставрации исторических построек. Тем не менее, большинство участников были из Европы, таким образом интерпретация понятий отражала социальные, экономические и культурные категории, а также соответствующие технические квалификации. Помимо этого, отмечалось, что при переводе хартии допускались ошибки. 
Начиная со Всемирной конвенции по наследию (1972 г.) были пересмотрены некоторые узкие формулировки хартии. Понятие культурного наследия, прежде выраженное через исторические памятники, было определено как памятники, группы построек и памятные места. Далее в Дарском документе об аутентичности (1992 г.) были определены рамки аутентичности, прежде представленные в 6 и 7 статье Венецианской хартии. Во время встречи ИКОМОС в Неаполе 7 ноября 1995 г. обсуждался вопрос о пересмотре Венецианской хартии, где Раймонд Лемайр – секретарь комиссии по подготовке хартии в 1964 г., заявил:
```
   «Хартии периодичны. Они направлены на то, чтобы направлять действия. Однако они никогда не содержат больше того минимума, 
   на который согласилось большинство. Только в исключительных случаях они покрывают все области проблем, на которые направлены. 
   Это случай Венецианской хартии»
[
3
]
.
```

Далее он высказал мнение касательно современного понимания памятников и реставрации и отметил необходимость создания нового документа либо эффективной адаптации текущего с целью «быть используемым со всей полнотой внимания и мудрости, уважением ко всем культурам и превыше всего со своей этической и моральной дисциплиной». Несмотря на то что Венецианская хартия часто подвергается критике и предполагается её новая редакция, она используется по своему назначению с самого момента создания. В этом смысле хартия заслуживает уважения, в том числе будучи историческим документом, который отражает взгляд на вопросы консервации и реставрации памятников и памятных мест.